# Матабеле (плато)
Матабеле е обширно плато в Южна Африка, заемащо голяма част от Зимбабве. Простира се между реките Замбези на север, Сави (Саби) на изток и Лимпопо на юг. На запад постепенно се понижава към падината Калахари. Средната му надморска височина е 1000 – 1500 m. Изградено е от древни кристалинни скали. Над слабохълмистата повърхност се издигат многочислени островни планини и планински вериги. Източната част на платото е силно издигната и достига надморска височина до 2596 m – връх Инянгани. Климатът е тропичен, влажен през лятото. Годишната сума на валежите е от 400 до 800 m. От Матабеле водят началото си реките Сави, десните притоци на Замбези – Гвай, Хуняни, Лвеня, левите притоци на Лимпопо – Шаше, Бубие, Нуанеци и река Ната губеща се в солончака Макгадикгади. Почвите са кафеникаво-червени, латеризирани, силно ерозирали. Големи участъци са заети от брахистегии (Brachystegia) и джулбернардии (Julbernardia), площта на които силно се е съкратила в резултат от човешката дейност. Разработват се находища на злато, хромова, желязна руда, полиметали, никел, редки метали.